# Rapti (strefa)
Rapti (nep. राप्ती अञ्चल) – jedna ze stref w regionie Madhja-Paśćimańćal, w Nepalu. Stolicą tej strefy jest miasto Tulsipur, ale największym miastem jest Ghorahi.
Rapti dzieli się na 5 dystryktów:
- Dystrykt Dang Deokhuri (Ghorahi),
- Dystrykt Pyuthan (Pyuthan),
- Dystrykt Rolpa (Liwang),
- Dystrykt Rukum (Musikot),
- Dystrykt Salyan (Salyan Khalanga).